# Martina Molinaro
Martina Molinaro (* 18. Oktober 1994) ist eine italienische Fußballschiedsrichterin.
Molinaro entstammt der Schiedsrichter-Sektion Lamezia Terme und leitet Spiele in der Serie A der Frauen und in der Serie D. Seit 2022 steht sie auf der Liste der FIFA-Schiedsrichter und leitet internationale Fußballspiele, unter anderem in der WM-Qualifikation, in der U17-EM-Qualifikation und in der Qualifikation der Women’s Champions League.